# Fiume Azzurro
Il Fiume Azzurro (chiamato così in francese, in italiano e in spagnolo), in cinese Chang Jiang (長江T, 长江S, Cháng JiāngP, Ch'ang ChiangW, lett. ""Lungo fiume" – "), noto in Paesi di lingua inglese come Yangtze (扬子江; ; Yángzǐ Jiāng o Yangtsze Kiang), è il fiume più lungo dell'Eurasia e il terzo per lunghezza nel mondo dopo il Rio delle Amazzoni in America Meridionale e il Nilo in Africa (o il quarto secondo altre fonti, considerando anche il Mississippi come più lungo).
Il nome Yangzi era originariamente usato dalle popolazioni locali del delta per uno dei suoi rami principali; successivamente venne usato per indicare tutto il fiume, giacché fu questo il primo nome udito dai primi occidentali. Il fiume è lungo circa 6.418 km e inizia il suo percorso nell'altopiano del Qinghai-Tibet nel Qinghai, dirigendosi ad est attraversando il sud-ovest e l'est della Cina per poi sfociare nel Mar Cinese Orientale a estuario nei pressi di Shanghai. Fra i più grandi fiumi per volume delle acque, il Fiume Azzurro prende le acque di un quinto della Cina e il bacino del fiume ospita un terzo della popolazione della Cina.
Assieme al Fiume Giallo, il Fiume Azzurro è il fiume più importante nella storia, cultura ed economia della Cina, ed è tradizionalmente considerato il confine tra la Cina settentrionale e la Cina meridionale. Le fertili aree del delta del fiume generano circa il 20% del prodotto interno lordo della Repubblica Popolare Cinese. Attraversa una vasta gamma di ecosistemi ed è l'habitat di diverse specie di animali protetti. Per migliaia di anni l'uomo ha utilizzato il fiume per acqua, irrigazione, sanità, trasporto, industria, confine e guerra.
Tuttavia negli ultimi anni il fiume ha subito gravissimi danni ambientali, a causa dello sfruttamento dell'agricoltura, scarichi dell'industria e delle città adiacenti, e ha sofferto la perdita di numerosi laghi, affluenti e paludi adiacenti. Molti segmenti del fiume sono oggigiorno protetti, e la parte del fiume che attraversa lo Yunnan (Area protetta dei tre fiumi paralleli) fa parte del patrimonio culturale dell'UNESCO.

## Storia
Il bacino del fiume è importante per quanto riguarda le origini culturali della Cina meridionale. È stato scoperto che esistono attività umane attorno all'area dell'attuale diga delle Tre gole da ben ventisette millenni, avviando il dibattito riguardo alle origini del popolo cinese. Nel periodo delle primavere e degli autunni, c'erano gli Stati di Ba e Shu lungo la riva ovest del fiume, in Sichuan, nell'attuale Chongqing e nell'ovest dell'Hubei; lo Stato di Chu sorgeva verso la metà del corso, coprendo più o meno l'area di Hubei, Hunan, Jiangxi, e Anhui meridionale. Gli stati Wu e Yue si trovavano a est del fiume, nelle attuali Jiangsu, Zhejiang e Shanghai. Anche se la regione del Fiume Giallo era più ricca e prospera a quei tempi, il clima più mite e l'ambiente più pacifico resero l'area del Fiume Azzurro più adatta all'agricoltura.
Sino dalla dinastia Han, la regione del Fiume Azzurro è diventata sempre più importante per l'economia della Cina. La costruzione di sistemi di irrigazione (il più famoso è il Dujiangyan, a nord ovest di Chengdu, fatto durante il periodo dei regni combattenti) rese l'agricoltura molto stabile e produttiva. Presto, durante la dinastia Qing, i prodotti della regione chiamata Jiangnan (che include la parte meridionale dello Jiangsu, quella settentrionale dello Zhejiang, quella a sud-est dell'Anhui) costituivano un terzo del totale nazionale.
Nella storia il Fiume Azzurro è diventato parecchie volte il confine politico fra il Nord e il Sud della Cina per via della difficoltà di attraversarlo. Molte battaglie sono avvenute vicino al fiume, la più famosa delle quali è la battaglia delle scogliere rosse, nel 208 d.C., durante il periodo dei tre regni.
Nanchino è stata capitale diverse volte, anche se il più delle volte la sua autorità ricopriva solo parti della Cina meridionale, come durante il Regno Wu nel periodo dei tre regni, la dinastia Jìn, e più piccoli stati nei periodi delle dinastie del Nord e del Sud e delle cinque dinastie e dieci regni. Solamente la dinastia Ming ha occupato grandi parti della Cina dalla capitale Nanchino, anche se in seguito ha spostato la capitale a Pechino. La capitale della Repubblica di Cina è stata Nanchino dal 1911 al 1912, dal 1927 al 1937 e infine dal 1945 al 1949.

## Geografia
Il fiume trae origine da vari affluenti, fra cui i due più importanti sono il fiume Tuotuo ed il fiume Dan Qu. La sezione superiore del fiume Yangtze, lunga 2 300 chilometri, che va da Yushu nella provincia di Qinghai a Yibin nel Sichuan, prende il nome di Jinsha (o "fiume delle sabbie dorate"). Nel suo percorso verso il mare, il fiume passa da un'altitudine di circa 4 900 metri a 305 metri nello Yibin, nel Sichuan, per poi passare a 192 metri a Chongqing. Da Chongqing a Yichang si passa a un'altitudine di 40 m dopo aver attraversato un percorso di 320 km, percorso nel quale si trovano le spettacolari gole del Fiume Azzurro.
Attraversando il bacino del Sichuan, il fiume raccoglie le acque di numerosi fiumi, incrementando in modo significativo la propria portata. Si spezza sul monte Wushan, sul confine tra Chongqing e Hubei, dove si formano le famose tre gole del Fiume Azzurro. Entrando nella provincia dello Hubei, il fiume riceve le acque dei laghi presenti nella regione, tra i quali il lago più grande è il lago Dongting, che fa da confine tra le province dello Hunan e Hubei. A Wuhan il Fiume Azzurro riceve il suo più grande affluente, il fiume Han, il quale trasporta le acque distanti dello Shanxi. Il fiume riceve ulteriore carico dal lago Poyang e innumerevoli piccoli fiumi attraversando Anhui e Jiangsu, per terminare infine il proprio percorso nel mar Cinese Orientale attraversando Shanghai.

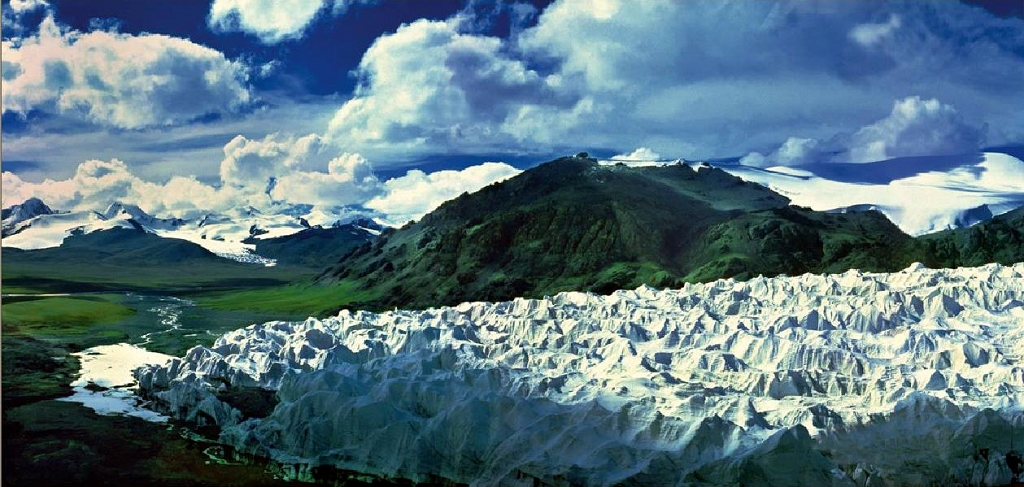
Ghiacciai sulle montagne del Tanggula, sorgente del Fiume Azzurro
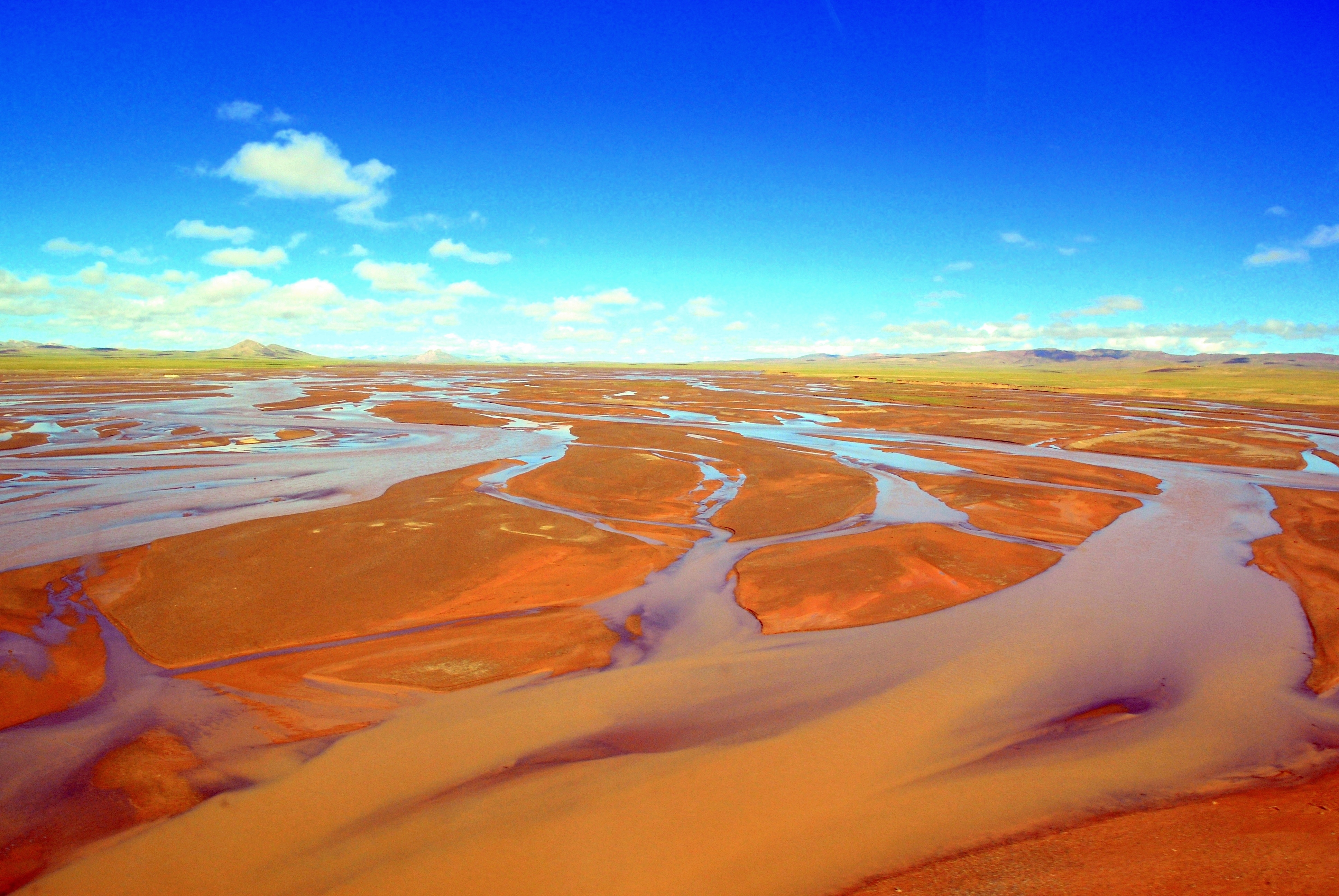
Il fiume Tuotuo, una delle principali sorgenti del Fiume Azzurro
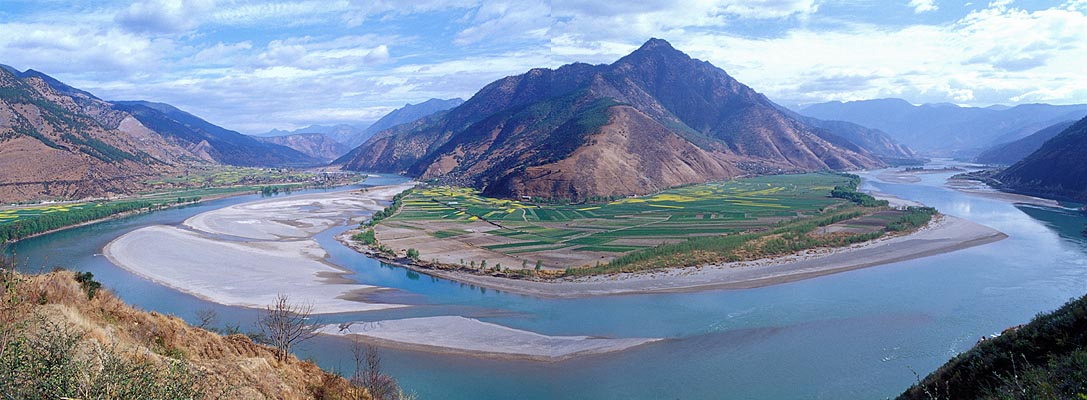
Il primo cambio di direzione del Fiume Azzurro a Shigu (石鼓) nella provincia dello Yunnan, dove il fiume ruota di 180 gradi dirigendosi verso nord invece che sud
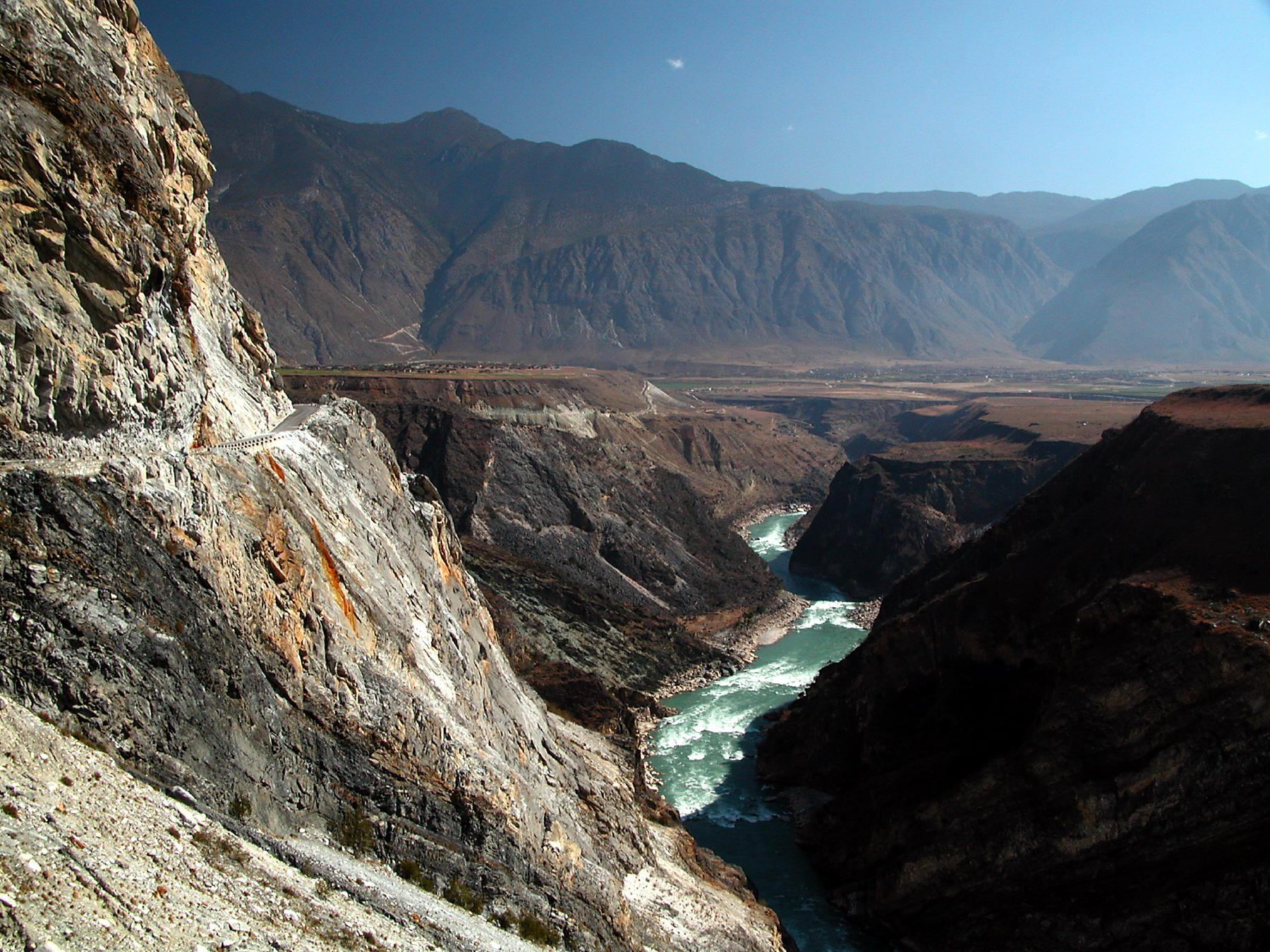
La Gold Sands River nella pianura dello Yunnan
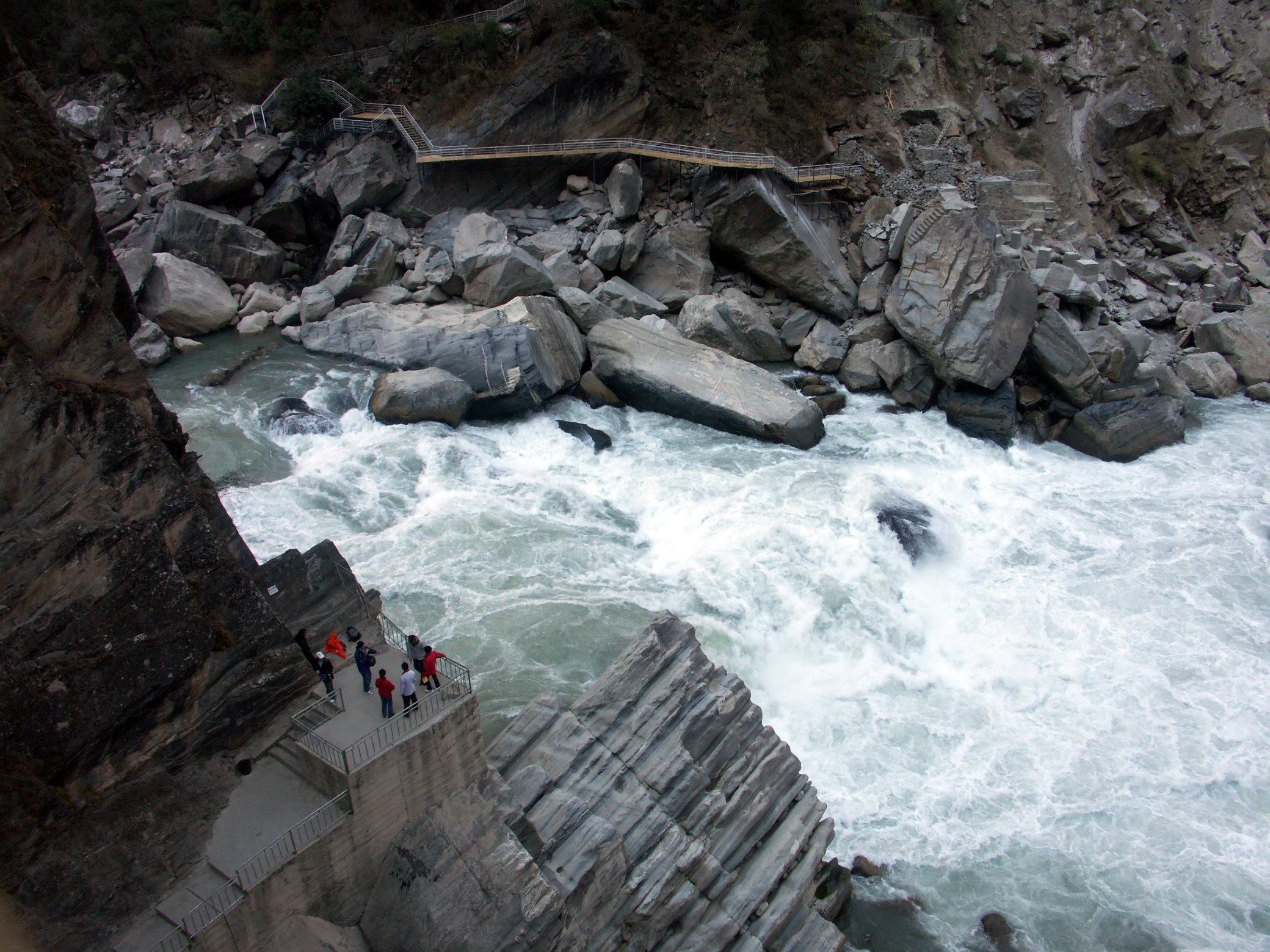
La gola del Salto della Tigre, nei pressi di Lijiang
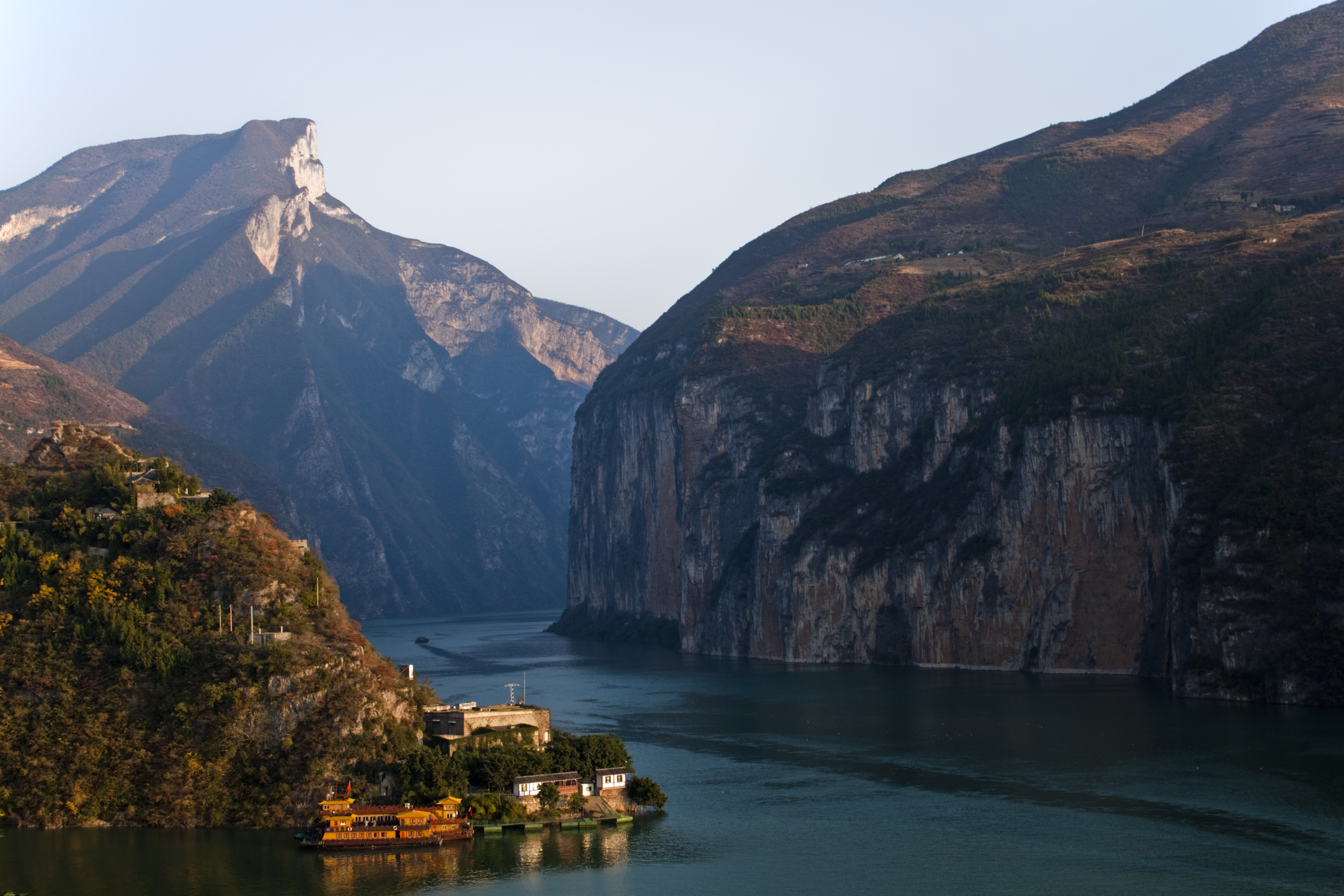
La gola dello Qutang, una delle tre gole

## Caratteristiche

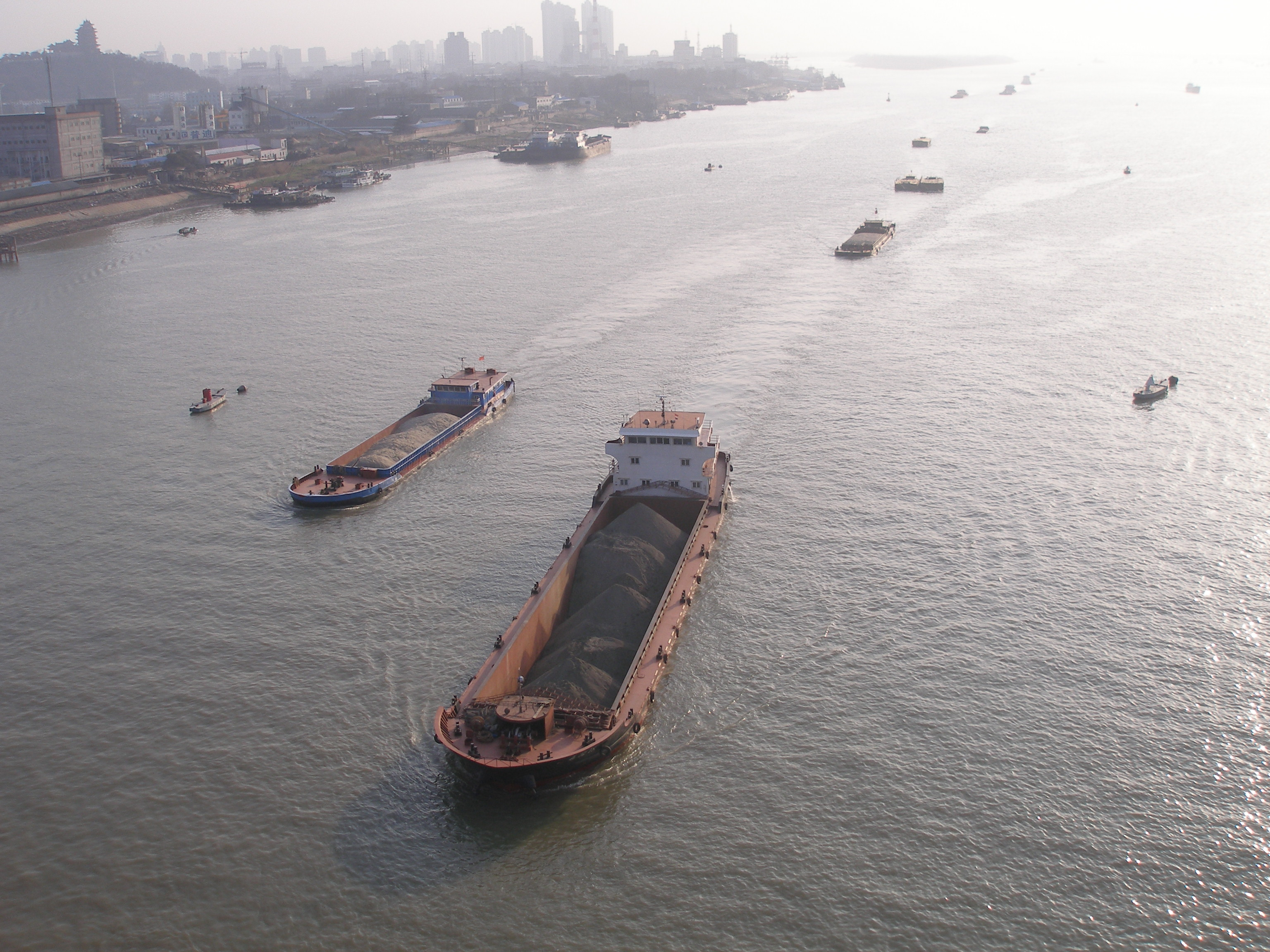
Navi da carico sul Fiume Azzurro

Il fiume scorre dall'altopiano tibetano a ovest fino al mar Cinese Orientale a est, navigabile da grandi vascelli per migliaia di chilometri, anche dopo la costruzione della diga delle Tre gole.Tale diga fa parte di un massiccio progetto di controllo delle inondazioni, di irrigazione e di generazione di corrente. Tuttora è considerata l'opera di irrigazione più grande al mondo, con un grandissimo impatto sull'agricoltura della Cina. Coloro che sono favorevoli al progetto dichiarano che tale progetto, nonostante l'immenso impatto ambientale, salva i residenti delle zone vicine al fiume dalle inondazioni del fiume. Gli oppositori dall'altro canto dicono che le inondazioni del fiumi si suddividono in inondazioni che avvengono nella parte iniziale del fiume, nella foce e per tutto il suo percorso. La diga, sostengono gli oppositori, causa un incremento nelle inondazioni della parte iniziale, mentre lasciano per la maggior parte inalterate le inondazioni alla foce o sul percorso del fiume.
Per via del suo vantaggio per il trasporto, sul fiume si affacciano numerose fabbriche e industrie, rendendo dunque il fiume soggetto a scarichi di rifiuti e altissimi livelli di inquinamento in numerosi segmenti, oltre che alla presenza di varie grandi metropoli sul percorso del fiume. Secondo la WWF, negli ultimi 50 anni vi è stato un incremento del 73% dell'inquinamento del fiume. Ogni anno il fiume riceve in media 25 miliardi di tonnellate di rifiuti, provenienti da fogne e fabbriche, pari al 42% dello scarto di rifiuti della Cina.

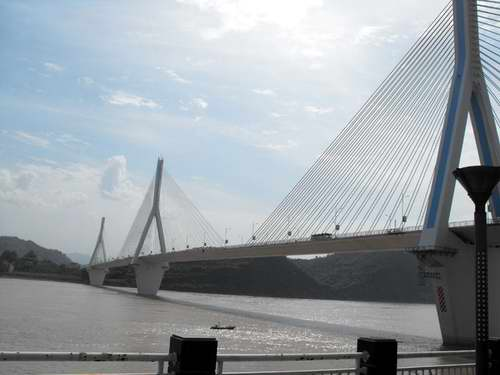
Yichang Yiling Yangtze River Bridge

Il fiume è uno dei percorsi navigabili più affollati del mondo, dai cargo di carbone e di prodotti industriali a navi da trasporto civile. Nel 2005 il fiume raggiunse un totale di 795 milioni di tonnellate di merci trasportate sul suo corso. Il trasporto turistico è particolarmente attivo nelle aree panoramiche meno contaminate dall'uomo.
Le inondazioni sono sempre state un problema. Durante la stagione delle piogge in Cina tra maggio e giugno, vengono inondate le aree a sud del fiume, mentre durante luglio ed agosto nelle aree a nord. La densa popolazione presente sul corso del fiume rendono tali inondazioni particolarmente catastrofiche sia dal punto di vista umanitario che economico. L'inondazione del 1998 causò la morte di più di 4100 persone, con 13,8 milioni di sfollati, e causando danni a 240 milioni di persone (pari alla popolazione combinata di Francia, Italia, Regno Unito, Spagna e Portogallo), e un danno complessivo stimato tra 20-25 miliardi di dollari. Ancora più letali furono le inondazioni del passato. Nel 1954 persero la vita 30.000 persone, 100.000 nel 1911, 140.000 nel 1931 e 145.000 nel 1935.

## Attraversamenti
Fino al 1957, con l'apertura del ponte di Wuhan, non vi erano ponti o attraversamenti significanti dallo Yilin fino a Shanghai, rendendo il fiume storicamente un notevole ostacolo al trasporto di merci tra nord e sud. Successivamente alla presa del potere del partito comunista nel 1949, furono iniziati vari progetti per ponti e attraversamenti grazie al supporto decisivo di tecnici ed ingegneri sovietici. Tali progetti di espansione infrastrutturale furono particolarmente rapidi a partire dagli anni novanta.
Nel 2005 il fiume contava 56 ponti e un tunnel tra Yilin e Shanghai. Tra questi vi sono alcuni tra i più lunghi ponti al mondo: lo Jiangyin Suspension Bridge, aperto nel 1999 con 1 385 m di lunghezza, il ponte Runyang, di 1 490 m, aperto nel 2005 e il ponte Sutong, aperto nel 2008 e di lunghezza pari a 1 088 m. La città di Wuhan da sola conta ben sei ponti. Nell'aprile 2009 è stato inaugurato a Chongqing il ponte Chaotianmen, che con la sua campata centrale di 552 metri è il ponte ad arco in acciaio con maggiore luce al mondo.

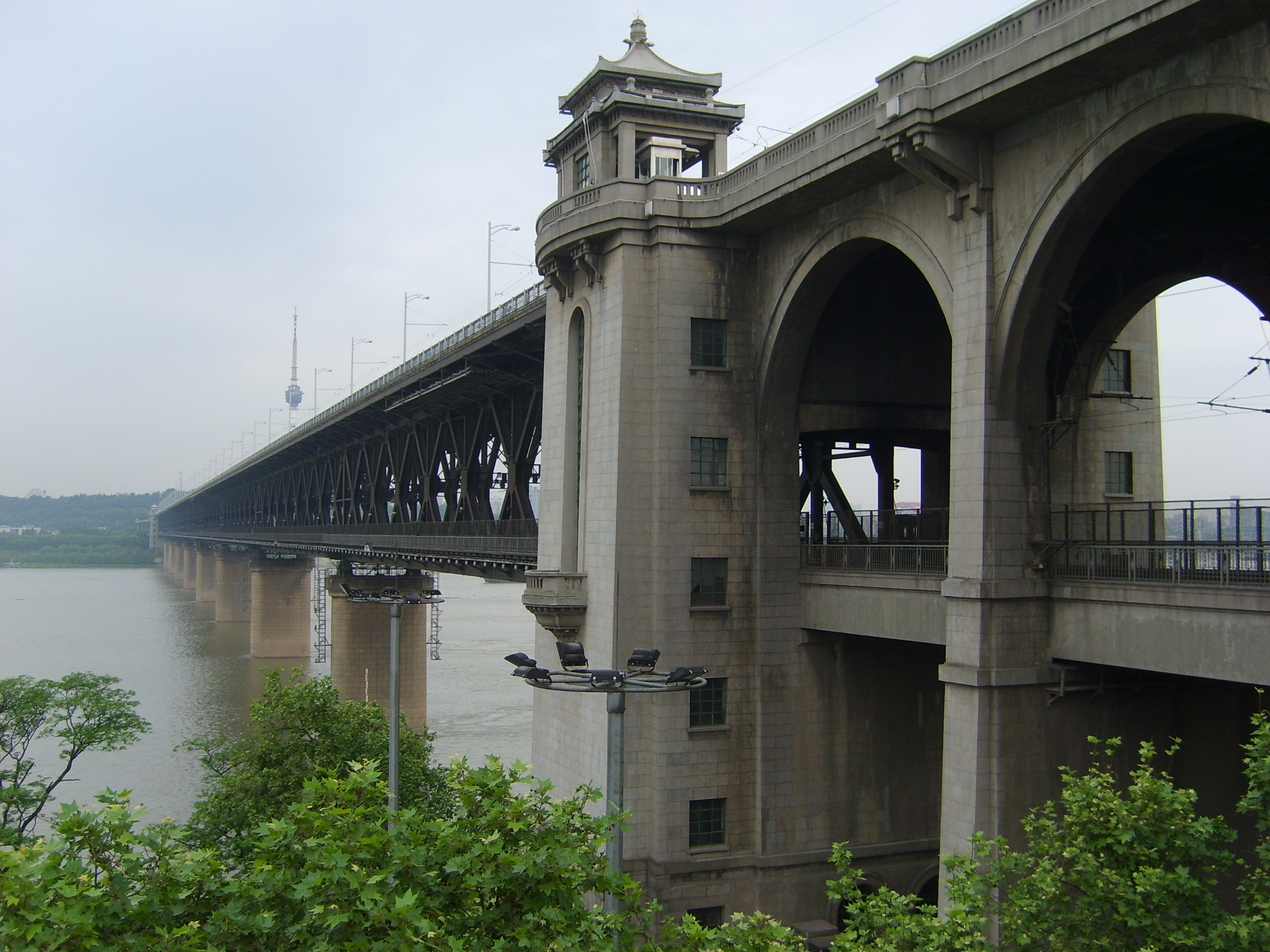
Il ponte di Wuhan, primo attraversamento del fiume, fu completato nel 1957 e costruito anche con il supporto sovietico.
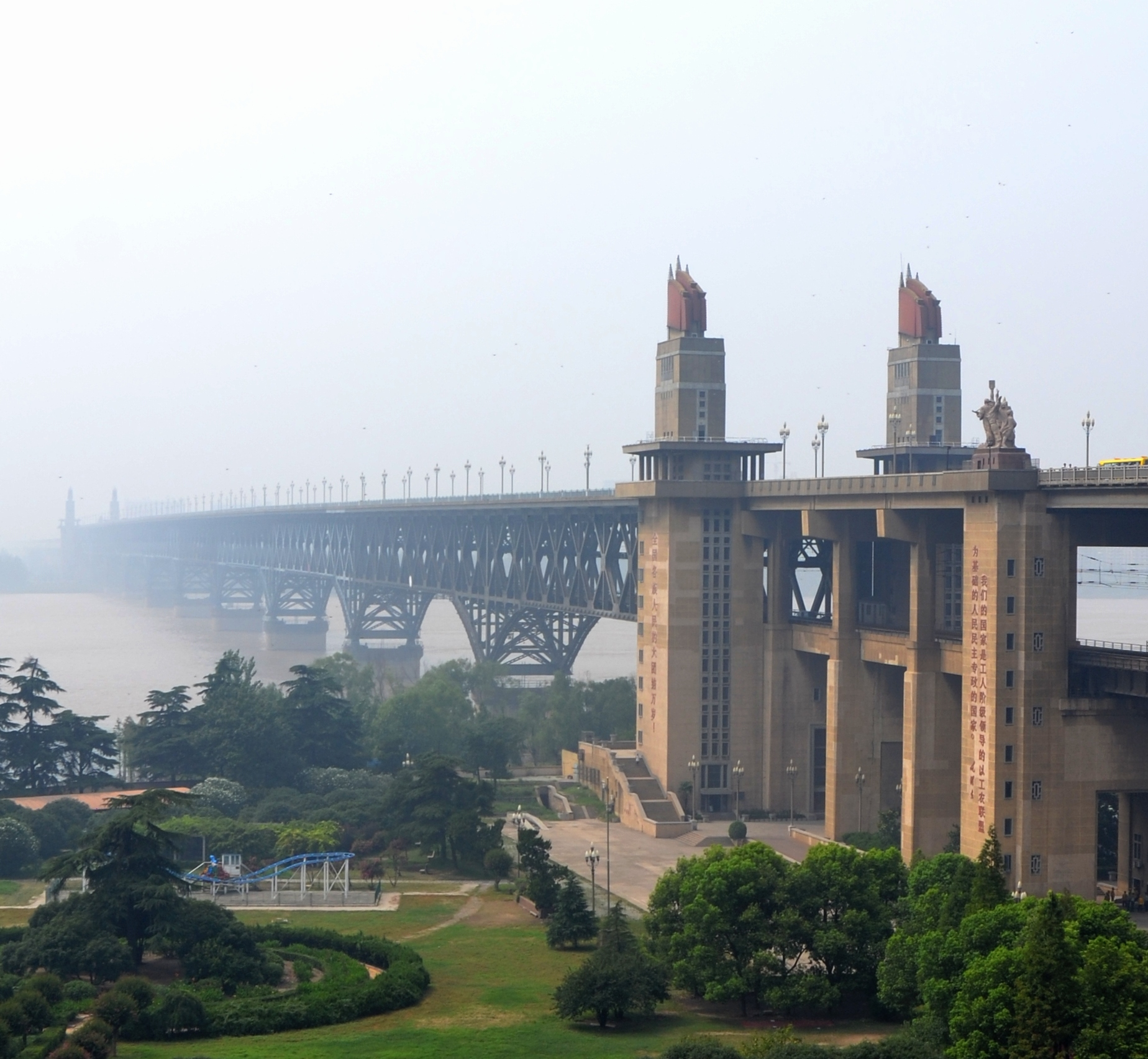
L'imponente ponte di Nanchino, inaugurato nel 1968.
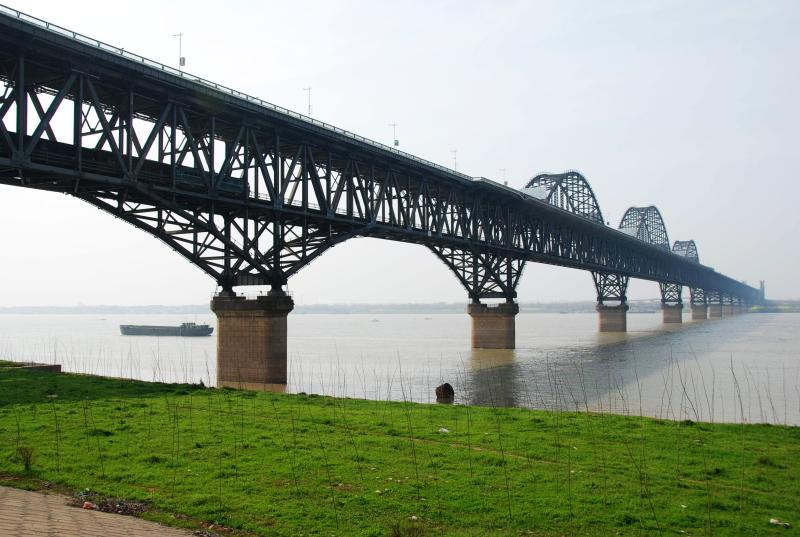
Il ponte Jiujiang Yangtze, ponte ad arco, completato nel 1992.
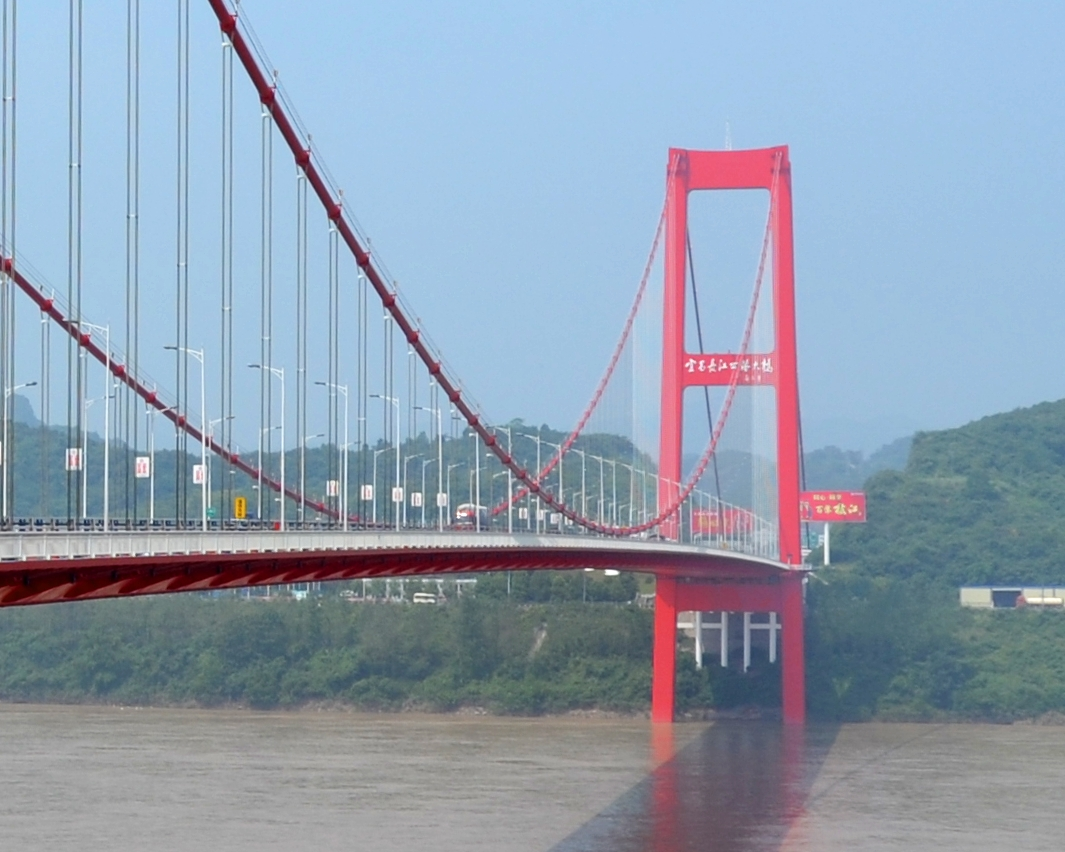
Il ponte Yichang, un ponte sospeso nelle vicinanze della diga dello Gezhouba, aperto nel 1996.
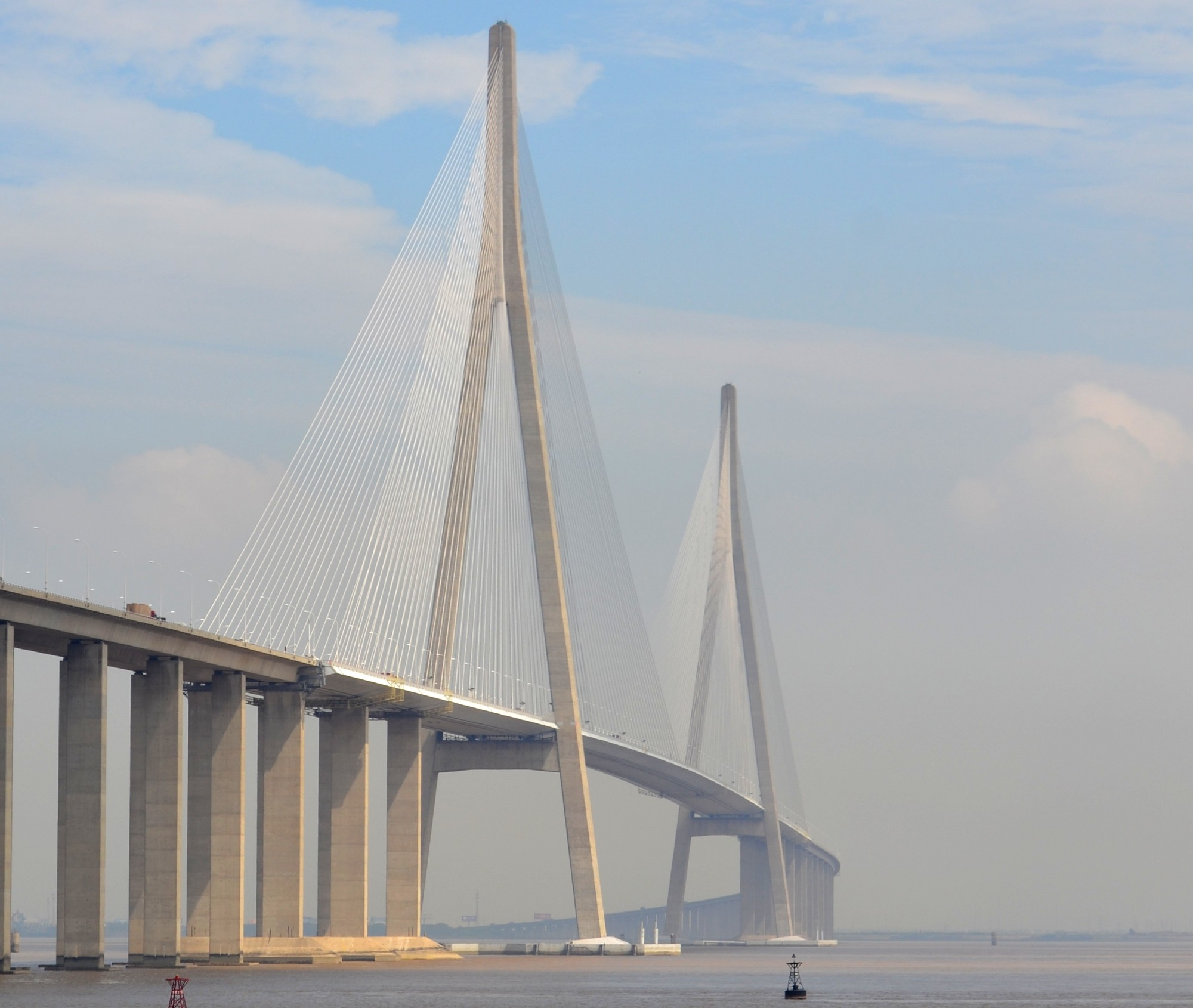
Il ponte Sutong, tra Nantong e Suzhou. Completato nel 2008, è uno dei ponti strallati più lunghi al mondo
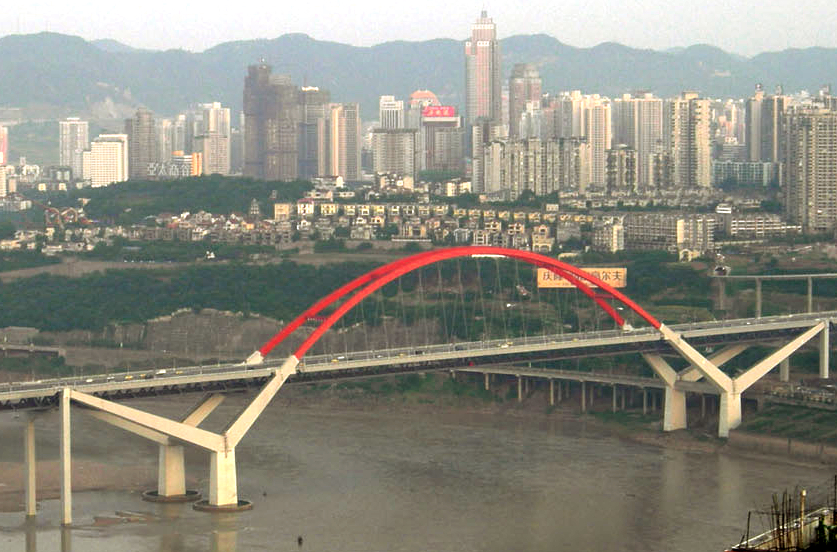
Il ponte Caiyuanba, un ponte ad arco di Chongqing, fu completato nel 2007.
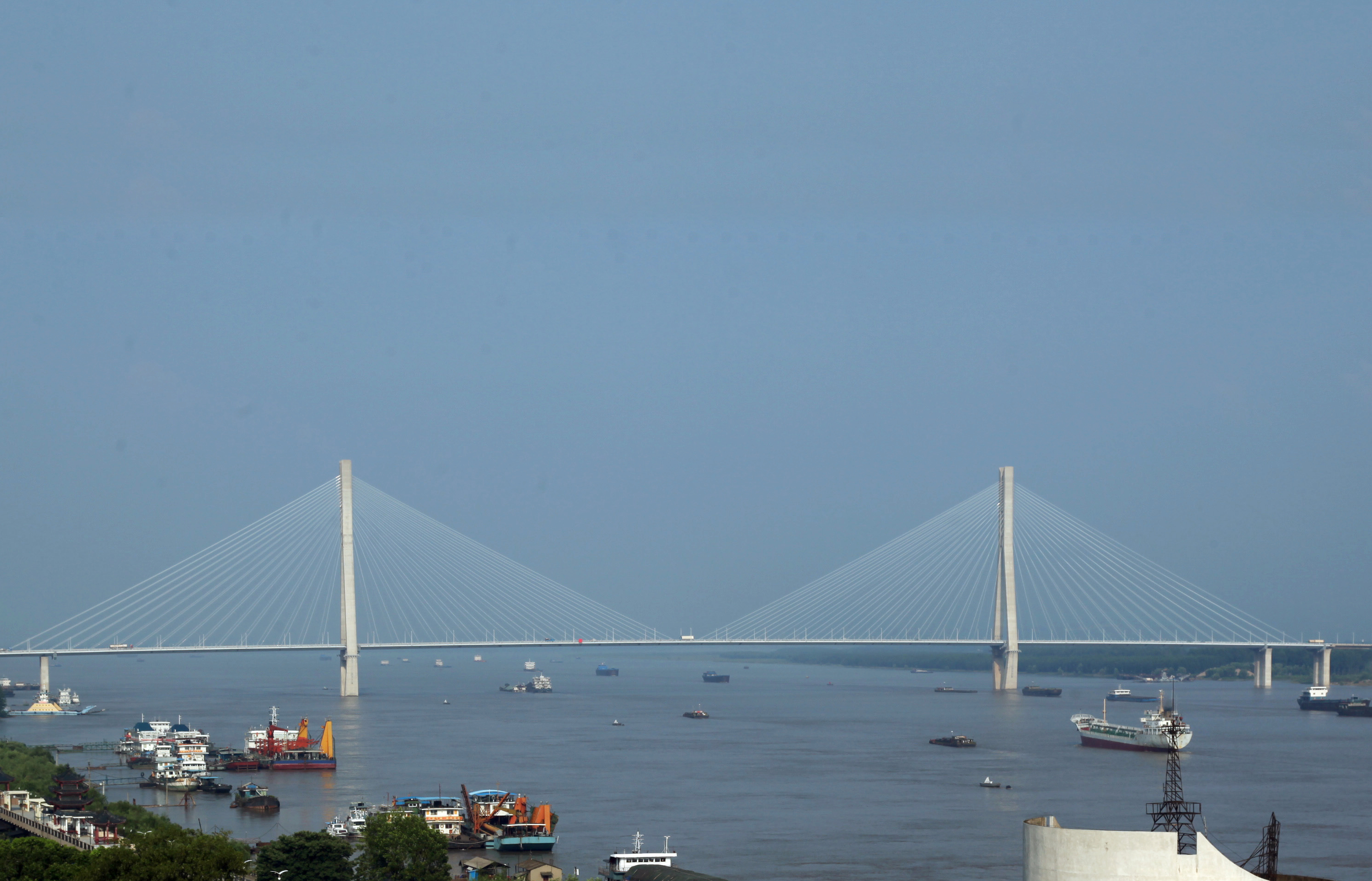
Il ponte di Anqing, terminato nel 2005.
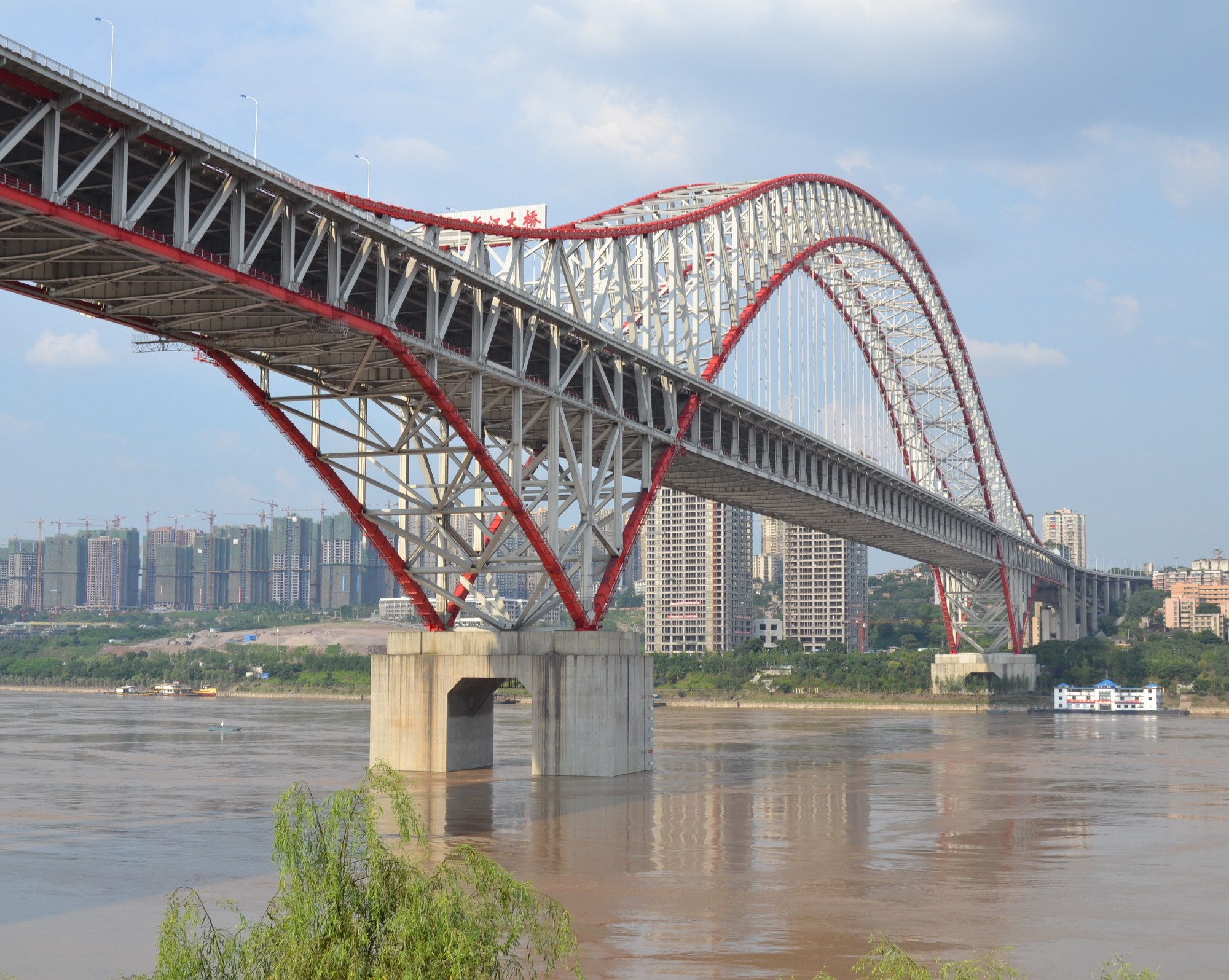
Il ponte Chaotianmen a Chongqing. Inaugurato il 29 aprile 2009, è il ponte ad arco più grande al mondo.

## Città attraversate dal fiume

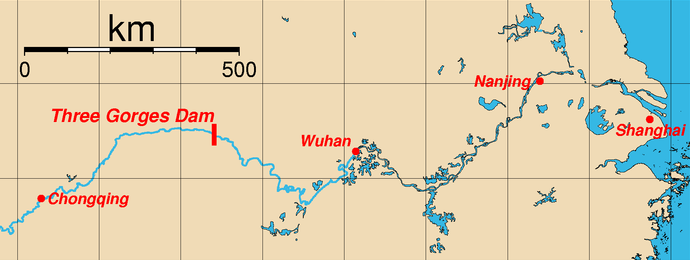
Le città più importanti attraversate dal fiume

- PanzhihuaLe città più importanti attraversate dal fiume

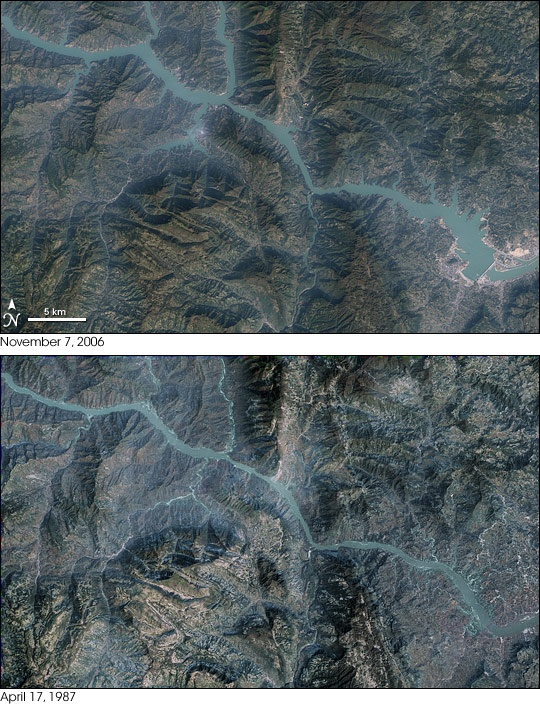
Lago creatosi dopo la costruzione della diga delle Tre gole

- Yibin
- Luzhou
- Chongqing
- Fengdu
- Yichang
- Jingzhou
- Shashi
- Shishou
- Yueyang
- XianningLago creatosi dopo la costruzione della diga delle Tre gole
- Wuhan
- Ezhou
- Huangshi
- Huanggang
- Chaohu
- Chizhou
- Jiujiang
- Anqing
- Tongling
- Wuhu
- Hefei
- Chuzhou
- Ma'anshan
- Taizhou
- Yangzhou
- Zhenjiang
- Nanchino
- Jiangyin
- Nantong
- Shanghai

## Affluenti
Il Fiume Azzurro ha oltre 700 affluenti, tra i principali si ricordano:
- Yalong
- Minjiang
- Jialing
- Tuo he
- Han
- Fushui